# 칠성도 (부산광역시 유형문화재 제143호)
칠성도(七星圖)는 부산광역시 금정구, 부산대학교박물관에 소장하고 있는 조선시대의 불화이다. 2014년 5월 21일 부산광역시의 유형문화재 제143호로 지정되었다.

## 개요
이 작품은 3폭의 비단을 엮어 마련한 바탕에 채색을 베푼 불화로 화면 상태는 비교적 양호한 편이며, 본지 박락 부분을 통해 원화 뒷부분에 본 칠성도의 초본(草本)이 함께 배접되어 있음을 알 수 있다.
화면을 상하 2단으로 구분하여, 상단에는 원형의 커다란 방광에 감싸인 치성광여래를 중심으로 일광·월광보살을 배치하고, 방광의 좌측 외곽에는 칠성동자 4위, 반대쪽 우측에는 칠성동자 3위가 합장한 모습으로 각각 시립하고 있다. 하단에는 구름을 경계로 전면에 칠원성군을 일렬로 배치하였고, 칠원성군 위쪽에는 관복을 착용한 자미대제와 좌우 보필성(輔弼星)이 시립하고 있다. 그리고 天空에는 구름과 둥근 일월상(日月相)을 배치하였다.
부산대학교박물관 소장 칠성도는 19세기 중반 경에 제작된 중소형급의 채색불화로, 본지와 안료의 박락이 다소 진행되었으나 도상 파악에는 전혀 무리가 없다. 제작을 주도한 수화승은 1820~60년대에 걸쳐 대흥사, 송광사, 선암사, 천은사, 선운사, 화엄사, 쌍계사 등지에서 활발하게 활동한 해운당 익찬이다. 이 작품은 19세기 칠성도 도상 연구는 물론이고, 화사(畵師) 익찬의 화풍을 파악하는데 가치가 있는 작품이다.